# منتدى هومبولت
منتدى هومبولت منصة متاحف وفضاءات  أحداث يوجد في جزيرة المتاحف في المركز التاريخي لمدينة برلين. وقع إنشاؤه على الموقع التاريخي لقصر برلين  الذي هدم في سنة 1945 نتيجة القصف السوفيتي على برلين أثناء الحرب العالمية الثانية و قررت حكومة ألمانيا الشرقية هدم بقاياه في عقد 1950. في سنة 2013 بدأت الحكومة الألمانية المباشرة بإعادة بنائه على نفس تصميمه القديم وتأهيله ليصبح قطبا ثقافياً.  افتتح المنتدى على الإنترنت في 16 ديسمبر 2020 ؛ و لن تبدأ عمليات الزيارة المنتظمة إلا لاحقًا مع الافتتاح التدريجي بسبب جائحة مرض فيروس كورونا 2019.

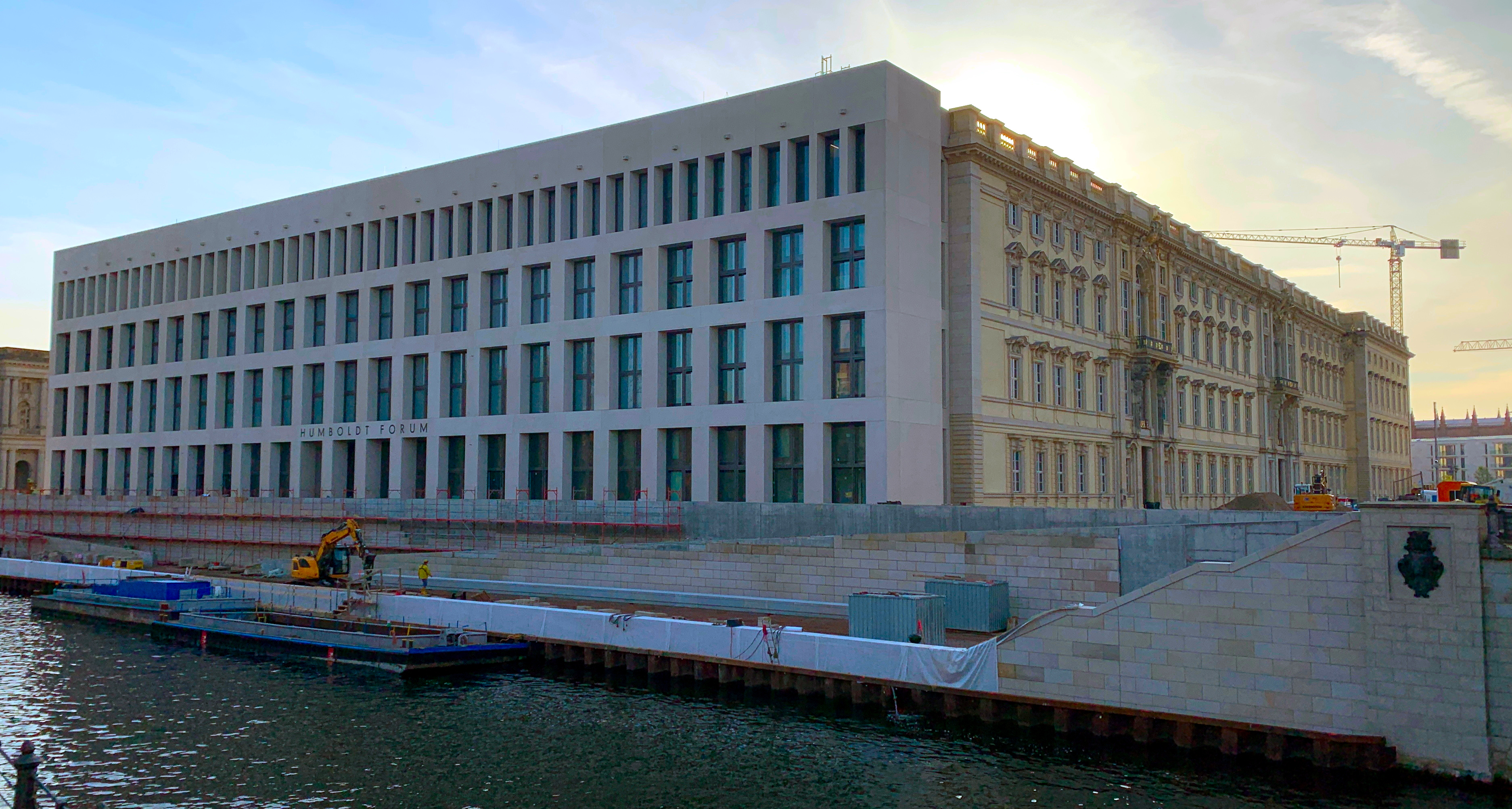
قصر برلين، الواجهة الشرقية (2020)

وقع إختيار تصميم حديث للواجهة الشرقية المطلة على نهر شبريه و الفضاءات الداخلية. بينما بنيت الواجهات الثلاث الأخرى والقبة على النموذج الأصلي حفاظاً على الأهمية التاريخية للمبنى ك«عمل معماري أساسي لباروك شمال ألمانيا». قام المهندس المعماري الإيطالي فرانكو ستيلا بتصميم المبنى الحديث الذي  مول ب 572 مليون يورو من المال العام; أما الجزء التاريخي فمول ب- 105 مليون يورو من التبرعات الخاصة. يعتبر منتدى هومبولدت أكثر المنشئات الثقافية الألمانية تكلفة.
سيضم المتحف الجديد المتحف الإثنولوجي ومتحف الفن الآسيوي، من بين أشياء أخرى. تضم مجموعات الأعمال الفنية غير الأوروبية الموجودة في متحف مركز برلين داهليم حتى عام 2017 أكثر من نصف مليون قطعة أثرية وأعمال فنية. سيكون منتدى هومبولت أيضًا موطنًا لمعرض برلين لمتحف المدينة ومختبر هومبولدت بجامعة هومبولدت. ستقام بالإضافة إلى ذلك فعاليات مختلفة ومعارض خاصة ومتغيرة في المؤسسات التي تدعمها مؤسسة منتدى هومبولدت في قصر برلين.

## وصلات خارجية
الصفحة الرسمية بالانجليزية
زيارة افتراضية
الصفحة الخاصة على موقع المتاحف العمومية لمدينة برلين
الصفحة الخاصة على موقع مؤسسة  الممتلكات الثقافية لبروسيا
موقع مخبر هومبولدت